# لسه فر
لِسِه فِر (به فرانسوی: Laissez-faire), فرانسوی: [lɛsefɛʁ] () رویکردی اقتصادی است که طبق آن تراکنش میان افراد باید عاری از هرگونه دخالت حکومت باشد. از این روست که لسه فر از مبانی فکری اقتصاد آزاد و لیبرالیسم کلاسیک محسوب می‌شود. لفظ لسه فر بخشی از گزارهٔ فرانسوی laissez faire, laissez passer است به معنی «بگذار بروند». لسه فر معمولاً در تقابل با برنامه‌ریزی مرکزی از سوی حکومت اقتدارگرا یا دخالت‌گری حکومت در جهت سوق دادن فعالیت‌های اقتصادی به جانب دلخواه [حکومت] به کار می‌رود. لودویگ فن میزس در کتاب کنش انسانی می‌نویسد: «لسه فر یعنی: بگذار تا انسان عادی خود انتخاب و عمل کند. مجبورش مکن که گردن به خواست دیکتاتور نهد.»
لسه فر به عنوان یک نظام فکری بر اصول زیر استوار است:
1. فرد واحد پایه‌ای در جامعه است.
2. فرد حق طبیعی آزادی دارد.
3. نظم فیزیکی طبیعیت نظامی دارای هارمونی و خودتنظیم‌گر است.
4. شرکت‌ها مخلوقات دولت‌اند و در نتیجه شهروندان باید آنان را به دلیل تمایل‌شان به اخلال در نظم خودجوش اسمیتی به دقت مورد نظارت قرار دهند.[۲]

## نقدها
با بررسی این رویکرد اقتصادی در دراز مدت در جهان، منتقدان عوامل زیر را علت ناکارآمد بودن این دکترین می‌دانند:
- لسه فر نه در شکل ابتدایی و اروپایی خود، بلکه لسه فر آمریکایی و در نتیجه آن روا دانستن و مجوز دادن به وام‌های مشکوک‌الوصول باعث بحران اقتصادی فعلی جهان و عدم تعادل در توزیع سرمایه شده‌است. در واقع لسه فر آمریکایی به نوعی ابزار برای دور زدن قوانین مفید اقتصادی شده‌است.[۳]
- لسه فر در معنای اصیل خود یعنی استقلال در مالکیت خصوصی و ابزار تولید و حمایت از حقوق افراد در مقابل تعرض‌های حکومتی و رسمی، حمایت از سرمایه افراد مستقل در مقابل افراد دیگر، در مقابل دولت‌های بیگانه و مهم‌تر از همه در مقابل دولت همان سیستم است. این نوع لسه فر در واقع بسیار ایمنی بخش و کمک کننده است. اما با بررسی حقایق راجع به ایالات متحده معلوم شده شرکت‌های بسیاری که به نوعی به دولت ایالات متحده وابسته هستند ولی در سند بودجه به آنها اشاره‌ای نشده (در واقع دولتی هستند ولی برای استفاده‌های سوء خصوصی قلمداد شده‌اند)، در زیر پوشش سیستم سرمایه‌داری لسه فر بدون رضایت شهروندان شروع به مصادره اموال عمومی و دور زدن ممنوعیت‌های تعیین شده برای دولت تحت عنوان شرکت‌های خصوصی کرده‌اند. در واقع این نوع شرکت‌ها در تمام زمینه‌های اقتصادی (چه در خود ایالات متحده و چه در جهان) دست برده‌اند و از بسیاری از جنبه‌ها آزادی اقتصادی شهروندان را نقض کرده‌اند و این گونه لسه فر را بدنام و بی‌هویت کرده‌اند.[۳][۴]
- در واقع ناکارآمدی لسه فر ناشی از خود این دکترین نیست، بلکه پیاده کردن آن نیاز به بازبینی و کنترل‌های ریز بینانه دارد. گر چه این دکترین برای تعادل و آسانی پیشرفت اقتصادی مطرح شده ولی با وضع موجود منجر به نجات از فقر نمی‌شود. با به وجود آمدن قدرت‌های انحصاری در اقتصاد جهان به دست دولت‌های فاسد، زیر پوشش شرکت‌های شخصی و خصوصی، تعادل در عرضه و تقاضا از بین رفته و نیروی کار متحمل این ضررها شده و کیفیت زندگی آنان پایین آمده‌است.[۵][۶][۷]